# Synsphyronus greensladeae
Synsphyronus greensladeae es una especie de arácnido del orden Pseudoscorpionida de la familia Garypidae.

## Distribución geográfica
Se encuentra en Australia.